# Undertale Soundtrack
Undertale Soundtrack este un album cu coloană sonoră făcut de Toby Fox⁠(d) care a fost lansat în 2015 pentru jocul video Undertale .

## Dezvoltare
Coloana sonoră a jocului a fost compusă în totalitate de Toby Fox folosind programul numit FL Studio. El este un muzician care a învățat singur să cânte și care a compus majoritatea pieselor cu puțină iterație; tema principală a jocului, „Undertale”, fiind o singură melodie care trebuia să aibă mai multe iterații în timpul dezvoltării. Coloana sonoră a fost inspirată de muzica din jocurile de rol de pe consola Super Nintendo Entertainment System — precum EarthBound și Live A Live — franciza bullet hell Touhou Project, formație de chiptune Anamanaguchi⁠(d), precum și banda desenată de pe internet Homestuck, pentru care Fox a compus o parte din muzică. El a mai declarat că încearcă să se inspire din toate melodiile pe care le ascultă, în special de cea din jocurile video. Potrivit lui Fox, peste 90% dintre melodii au fost compuse doar și doar pentru joc. „Megalovania⁠(d)”, cântecul folosit în timpul luptei împotriva lui Sans, fusese folosit anterior în Homestuck și într-unul dintre ROM hackurile a jocului EarthBound create de acesta. Pentru fiecare parte a jocului, a compus muzica înainte să înceapă să programeze, deoarece l-a ajutat să se gândeacă la cum „se vor forma scenele”. El a încercat inițial să folosească instrumentul de urmărire muzicală⁠(d) FamiTracker pentru a compune coloana sonoră, dar i-a fost greu de folosit. În cele din urmă, a decis să redea segmente ale muzicii separat și să le combine într-o melodie. Pentru a sărbători prima aniversare a jocului, el a lansat cinci lucrări muzicale care nu vor fi folosite pe blogul său în 2016. Patru dintre melodiile jocului au fost lansate ca și conținut oficial descărcabil pentru versiunea lansată pe Steam a jocului companiei Taito, Groove Coaster.